# William Walker (graveur)
Pour les articles homonymes, voir William Walker et Walker.
William Walker (Thirsk, 1729 - Londres, 1793) est un graveur britannique.

## Biographie
William Walker est né à Thirsk en novembre 1729,,, dans une famille où il a neuf frères et sœurs, beaucoup desquels sont devenus de bons dessinateurs.
Il devient apprenti chez un teinturier, avant de suivre son frère Anthony, graveur, qui lui enseigne l'art de la gravure, et de qui il est assistant un temps.

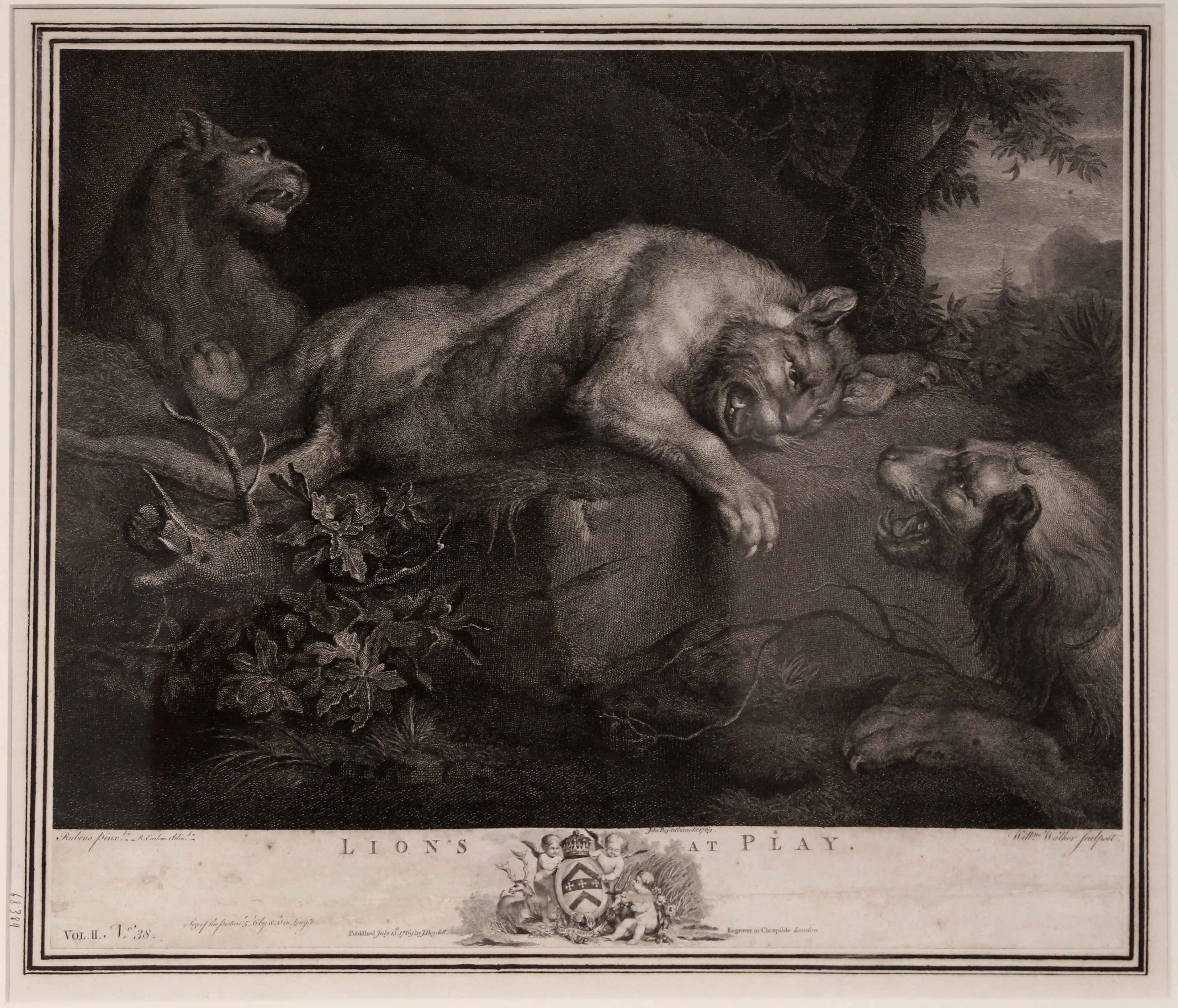
Lions at Play, gravure de William Walker d'après un dessin de Richard Earlom, lui-même d'après le tableau de Pierre Paul Rubens.

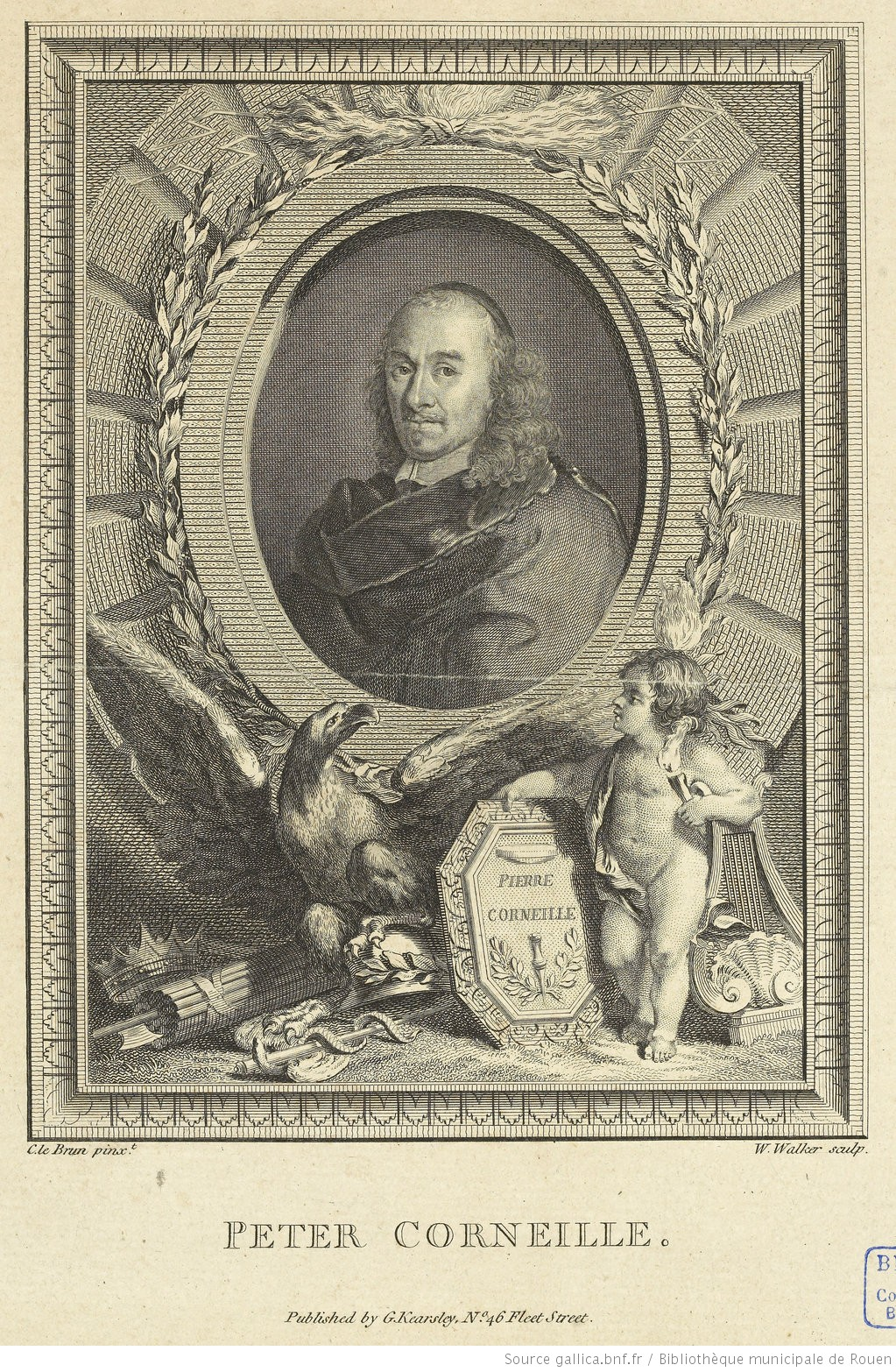
Portrait de Pierre Corneille d'après Charles Le Brun.

William Walker excelle dans les illustrations de livre, qu'il produit en abondance pendant une trentaine d'années, et participe à des recueils d'estampes : Views in England and Wales de Paul Sandby, Views in Leicestershire de John Throsby (en) et Classics de Harrison. Il travaille aussi pour John Boydell dans son ouvrage A Collection of Prints, Engraved after the Most Capital Paintings in England (2 vol., 1769-1782) : il réalise des gravures de reproduction d'après Antoine van Dyck (Sir Balthasar Gerbier and his Family, 1766), François Lemoyne (Diana and Calisto, 1767), Filippo Lauri (The Power of Beauty, 1767) et Pierre Paul Rubens (Lions at Play, 1769).
Pratiquant principalement l'eau-forte et le burin, Walker a conçu la technique du re-biting — qui consiste à mordre la plaque à plusieurs reprises au même endroit —, dont William Woollett a fait grand usage,. Il a été assisté par son fils, John Walker, également graveur.
William Walker meurt à Rosoman Street, Clerkenwell, dans le borough londonien d'Islington, le 18 février 1793,.

## Ouvrages illustrés

### Pièces de théâtre
- William Congreve, The Mourning bride. A tragedy., 1776, (BNF 35811993)
- William Congreve, The Old bachelor. A comedy., 1776 (BNF 35811066)
- William Congreve, The Way of the world. A comedy., 1776 (BNF 35815452)
- Joseph Addison, The Drummer ; or, the Haunted House. A comedy., 1776 (BNF 35816595)
- George Farquhar, The Recruiting officer. A comedy., 1776 (BNF 35811092)
- George Farquhar, The Beaux stratagem. A comedy., 1776 (BNF 35815549)
- John Dryden, The Spanish fryar : or, The Double discovery. A comedy., 1776 (BNF 35810848)
- Nicholas Rowe, Tamerlane. A tragedy., 1776 (BNF 35816086)
- George Lillo, The London merchant ; or, the History of George Barnwell. A tragedy., 1776 (BNF 35815989)
- Colley Cibber, The Double gallant : or, the Sick lady's cure. A comedy., 1777 (BNF 35816803)
- Arthur Murphy, The Grecian daughter. A tragedy., 1777 (BNF 35819055)
- Samuel Foote, The Minor. A comedy., 1777 (BNF 35818640)
- Richard Steele, The Funeral : or, Grief a-la-mode. A comedy., 1777 (BNF 35816716)
- William Congreve, Le Fourbe, 1777 (BNF 35816698)
- David Garrick, Isabella ; or, the fatal marriage, n. d. (BNF 35818987)
- Joseph Addison, Cato. A tragedy, n. d. (BNF 35818247)
- Nathaniel Lee, The Rival queens ; or, Alexander the Great, a tragedy, n. d. (BNF 35812019)

### Recueils d'estampes
- Paul Sandby, Views in England and Wales, n. d.[1]
- John Throsby (en), Views in Leicestershire[1]
- Harrison, Classics[1]
- John Boydell, A Collection of Prints, Engraved after the Most Capital Paintings in England (2 vol., 1769-1782)[4]